# Petrovo Selo (Bosanska Gradiška, BiH)
Petrovo Selo je naseljeno mjesto u sastavu općine Bosanska Gradiška, Republika Srpska, BiH.

## Stanovništvo
| Petrovo Selo       |              |
| Godina popisa      | 1991.        |
| Srbi               | 348 (97,21%) |
| Hrvati             | 0            |
| Muslimani          | 0            |
| Jugoslaveni        | 3 (0,83%)    |
| ostali i nepoznato | 7 (1,96%)    |
| ukupno             | 358          |